# Jontron
Jonathan Aryan Jafari, meglio conosciuto con lo pseudonimo JonTron (Rancho Palos Verdes, 24 marzo 1990), è un comico statunitense.
Recensisce videogiochi, film, e programmi televisivi di vari generi in retrospettiva e in una maniera comica nella sua Webserie su Youtube Jontron.